# Parc de la Cité-du-Havre
Parc de la Cité-du-Havre är en park i Kanada.   Den ligger i provinsen Québec, i den sydöstra delen av landet, 170 km öster om huvudstaden Ottawa. Parc de la Cité-du-Havre ligger 2 meter över havet. Den ligger vid sjön Mare au Diable.
Terrängen runt Parc de la Cité-du-Havre är huvudsakligen platt. Parc de la Cité-du-Havre ligger nere i en dal.Runt Parc de la Cité-du-Havre är det mycket tätbefolkat, med 1 411 invånare per kvadratkilometer.. Närmaste större samhälle är Montréal, 3,4 km väster om Parc de la Cité-du-Havre. 
Runt Parc de la Cité-du-Havre är det i huvudsak tätbebyggt.